# La Oreja de Van Gogh
La Oreja de Van Gogh (z hiszp. „Ucho van Gogha”) – hiszpański zespół pop, powstały w 1996 roku w San Sebastián.
W skład zespołu wchodzą: Pablo Benegas, Álvaro Fuentes, Xabi San Martín, Haritz Garde i Leire Martínez, która zastąpiła w 2008 poprzednią wokalistkę Amaię Montero.

## Dyskografia
Albumy studyjne
- 1998: Dile al Sol
- 2000: El Viaje de Copperpot
- 2003: Lo Que Te Conté Mientras Te Hacías la Dormida
- 2006: Guapa/Más Guapa
- 2008: A las Cinco en el Astoria
- 2011: Cometas por el Cielo
- 2016: El Planeta Imaginario
- 2020: Un Susurro en la Tormenta

Kompilacje (składanki)
- 2003: La Oreja de Van Gogh – Gira 2003
- 2004: París (Lo Que Te Conté Mientras Te Hacías la Dormida French edition)
- 2006: LOVG 1996–2006
- 2008: LOVG – Grandes éxitos
- 2009: Nuestra Casa a la Izquierda del Tiempo

## Filmografia
- 1999: Dile al sol – VHS
- 2002: El viaje de Copperpot – VHS & DVD
- 2003: Lo que te conté mientras te hacías la dormida, Gira 2003 CD+DVD
- 2010: Un viaje al mar muerto

## Trasy koncertowe
- 1998/1999 – Tour Dile al sol (wspólnie z „Los Piratas” i „Hombres G”)
- 2001/2002 – Tour El viaje de Copperpot
- 2003 – Gira Movistar Activa (wspólnie z El Canto del Loco)
- 2003/2005 – Tour Lo que te conté mientras te hacías la dormida
- 2006/2007 – Gira Guapa
- 2007 – Gira LKXA (wraz z Dover i Coti)
- 2009/2010 – Tour A las cinco en el Astoria
- 2009 – Juntos e Inolvidable Tour (wspólnie z zespołem Reik, tylko w Meksyku)
- 2011/2012 – Tour Cometas por el cielo
- 2014 – Gira América 2014